# Назаров, Михаил Иванович (ботаник)
Михаил Иванович Назаров (1882—1942) — советский ботаник-флорист, специалист по систематике рода Ива.

## Биография
Родился в 1882 году в селе Досугово Смоленской губернии, отец — учитель. Учился в учительской семинарии села Алфёрово Вяземского уезда, окончил её в 1901 году, после чего в течение четырёх лет преподавал в городе Сычёвка.
В 1905 году переехал в Черкассы, в 1906 году — в Москву, став преподавать на Пречистенских рабочих курсах.
С 1909 по 1916 год преподавал в городе Меленки Владимирской губернии, в свободное время писал статьи по флористическим исследованиям, заинтересовался систематикой сложного в ботаническом отношении рода Ива. В 1916 году переехал в Тверь, затем — в Москву, где до 1930 года работал в различных средних школах.
В 1920 году занимался сбором растений в Орловской и Тульской губерниях, в 1921 году — на Новой Земле, в 1928 году — в Нижегородской губернии, в 1929 году — на Восточном Саяне.
С 1930 года ездил в экспедиции по изучению кендыря, в 1931—1933 годах изучал растительность Забайкалья. В 1933—1935 годах обработал род Ива для «Флоры СССР», «Флоры Забайкалья», «Флоры Украины».
В 1934—1935 годах преподавал общую ботанику и географию растений в Московском городском педагогическом институте, с 1935 года работал заведующим гербария Московского университета.
С 1937 года неоднократно ездил на Кавказ, в 1941 году ездил на Восточный Саян.
Скончался в августе 1942 года в эвакуации в Ашхабаде.

## Некоторые публикации
- Назаров, М. И. Salix // Флора СССР = Flora URSS : в 30 т. / гл. ред. В. Л. Комаров. — М. ; Л. : Изд-во АН СССР, 1936. — Т. 5 / ред. тома В. Л. Комаров. — С. 24—216, 707—713. — 762, XXVI с. — 5175 экз.
- Назаров, М. И. Salix // Флора Забайкалья. — М.—Л., 1937. — Т. 3. — С. 176—223.

## Растения, названные именем М. И. Назарова
- Salix nasarovii A.K.Skvortsov, 1956 — Ива Назарова